# Адміністративний устрій Ямпільського району (Сумська область)
Адміністративний устрій Ямпільського району — адміністративно-територіальний поділ Ямпільського району Сумської області на 1 міську, 2 селищні та 13 сільських рад, які об'єднують 61 населений пункт та підпорядковані Ямпільській районній раді. Адміністративний центр — смт Ямпіль.

## Список радЯмпільського району
| №  | Назва                          | Центр                  | Населені пункти                                                                                               | Площа км² | Місце за площею | Населення (2001), чол. | Місце за населенням |
| -- | ------------------------------ | ---------------------- | --- | --------- | --------------- | ---------------------- | ------------------- |
| 1  | Дружбівська міська рада        | м. Хутір Михайлівський | м. Дружба c. Довжик                                                                                           |           |                 |                        |                     |
| 2  | Свеська селищна рада           | смт Свеса              | смт Свеса |           |                 |                        |                     |
| 3  | Ямпільська селищна рада        | смт Ямпіль             | смт Ямпіль c. Діброва c. Івотка c. Імшана c-ще Неплюєве c. Октябрщина c-ще Привокзальне c. Прудище c. Ростов  |           |                 |                        |                     |
| 4  | Антонівська сільська рада      | с. Антонівка           | с. Антонівка c. Лісне                                                                                         |           |                 |                        |                     |
| 5  | Білицька сільська рада         | с. Білиця              | с. Білиця c. Базелівщина c. Олександрівське c. Чижикове                                                       |           |                 |                        |                     |
| 6  | Воздвиженська сільська рада    | с. Воздвиженське       | с. Воздвиженське c. Говорунове c. Грем'ячка c. Окіп c. Олине c. Рождественське c. Сороковий Клин c. Туранівка |           |                 |                        |                     |
| 7  | Дорошівська сільська рада      | с. Дорошівка           | с. Дорошівка c. Василець c. Дорошенкове c. Косинське c. Палащенкове c. Романькове                             |           |                 |                        |                     |
| 8  | Княжицька сільська рада        | с. Княжичі             | с. Княжичі c. Веселий Гай c. Гирине c. Орлів Яр c. Степанівка                                                 |           |                 |                        |                     |
| 9  | Марчихинобудська сільська рада | с. Марчихина Буда      | с. Марчихина Буда c. Дем'янівка c. Ломленка c. Родіонівка c. Руденка                                          |           |                 |                        |                     |
| 10 | Микитівська сільська рада      | с. Микитівка           | с. Микитівка c. Зелена Діброва c. Зорине                                                                      |           |                 |                        |                     |
| 11 | Орлівська сільська рада        | с. Орлівка             | с. Орлівка c. Ржане c. Шевченкове                                                                             |           |                 |                        |                     |
| 12 | Паліївська сільська рада       | с. Паліївка            | с. Паліївка                                                                                                   |           |                 |                        |                     |
| 13 | Степненська сільська рада      | с. Степне              | с. Степне c. Майське c. Феофілівка                                                                            |           |                 |                        |                     |
| 14 | Усоцька сільська рада          | с. Усок                | с. Усок |           |                 |                        |                     |
| 15 | Чуйківська сільська рада       | с. Чуйківка            | с. Чуйківка c. Бугор c. Микитське c. Об'єднане                                                                |           |                 |                        |                     |
| 16 | Шатрищенська сільська рада     | с. Шатрище             | с. Шатрище c. Деражня c. Папірня c. Скобичівське                                                              |           |                 |                        |                     |

* Примітки: м. — місто, с-ще — селище, смт — селище міського типу, с. — село